# 세리우 가이토
세리우 가이토(일본어: 芹生 海翔, 2006년 2월 22일~)는 일본의 축구 선수이다.

## 구단 경력
그는 2024년 J2리그의 후지에다 MYFC에 입단했다.